# Karl Schou
Carl (Karl) Holger Jacob Schou (9. marts 1870 i København – 8. marts 1938 i Charlottenlund) var en dansk maler.

## Uddannelse
Schou arbejdede på malerfabrik i perioden ca. 1882-84; derefter var han elev på Valdemar Sichelkows malerskole ca. 1884-86; Statens Tegnelærerkursus, København hos Malthe Engelsted 1886-87 og Zahrtmanns skole 1887-1900.

## Værk
Schou malede portrætter, opstillinger og nogle arkitekturbilleder, men var først og fremmest landskabsmaler. På Zahrtmanns skole blev han venner med de fynske malere, senere kaldet Fynboerne, til hvis kreds han regnes, men han adskiller sig fra dem i både naturopfattelse og malemåde. I de to store udsmykninger fra 1930'erne viste han en anden side af sit talent, end de mindre malerier. På Rigshospitalet blev figurfremstillingen i hans udsmykning enkel og summarisk, og til Christianshavns Gymnasium malede han landskabs-, by- og arkitekturbilleder samt realistisk samtidsreportage formet som en dekorativ og betydningsmæssig helhed. Schou spillede en vigtig rolle i dannelsen af Grønningen i 1915, men gik ud allerede i 1922.
Som skribent var Schou klar, intelligent og humoristisk, og viser samme fine iagttagelsesevne som i hans maleri.
Schou havde elever, blandt dem en søn af 1. ægteskab, tegneren Jørgen Schou (1896−1940) og en søn af 2. ægteskab, maleren Mikael Schou.

## Ægteskaber
- Gift første gang 16. maj 1894 i Flødstrup med rigsdagsstenograf Marie Hansen (21. januar 1865 i Faaborg – 21. oktober 1934 i Gentofte) datter af maleren Syrak Hansen og Marie Birgitta Rasmussen. Ægteskabet opløst, hvorefter Marie gifter sig med Fritz Syberg efter Anna Sybergs død 1914.

- Gift anden gang 12. september 1913 i København med maler, sølvsmed, væver Ingeborg Selma Margotta Bertelsen (9. juli 1880 København – 21. november 1943 i Gentofte) datter af læge Edvard Thomas Gottlob Bertelsen og Anna Louise Christensen.

Han er begravet på Mariebjerg Kirkegård.

## Hæder
- 1904, 1907 Den Raben-Levetzauske Fond
- 1905-06, 1909, 1911-12 Akademiets legat
- 1907 Den Hielmstierne-Rosencroneske Stiftelse
- 1925 Det anckerske Legat
- 1933, 1936 P.A. Schous Legat

## Skriftlige arbejder
- Maleren Peter Hansen 1868-1928, 1938
- Nogle Ungdomsminder knyttet til Zahrtmanns Skole i Firserne i Kunstmuseets Aarsskrift, 1938